# Download Festival

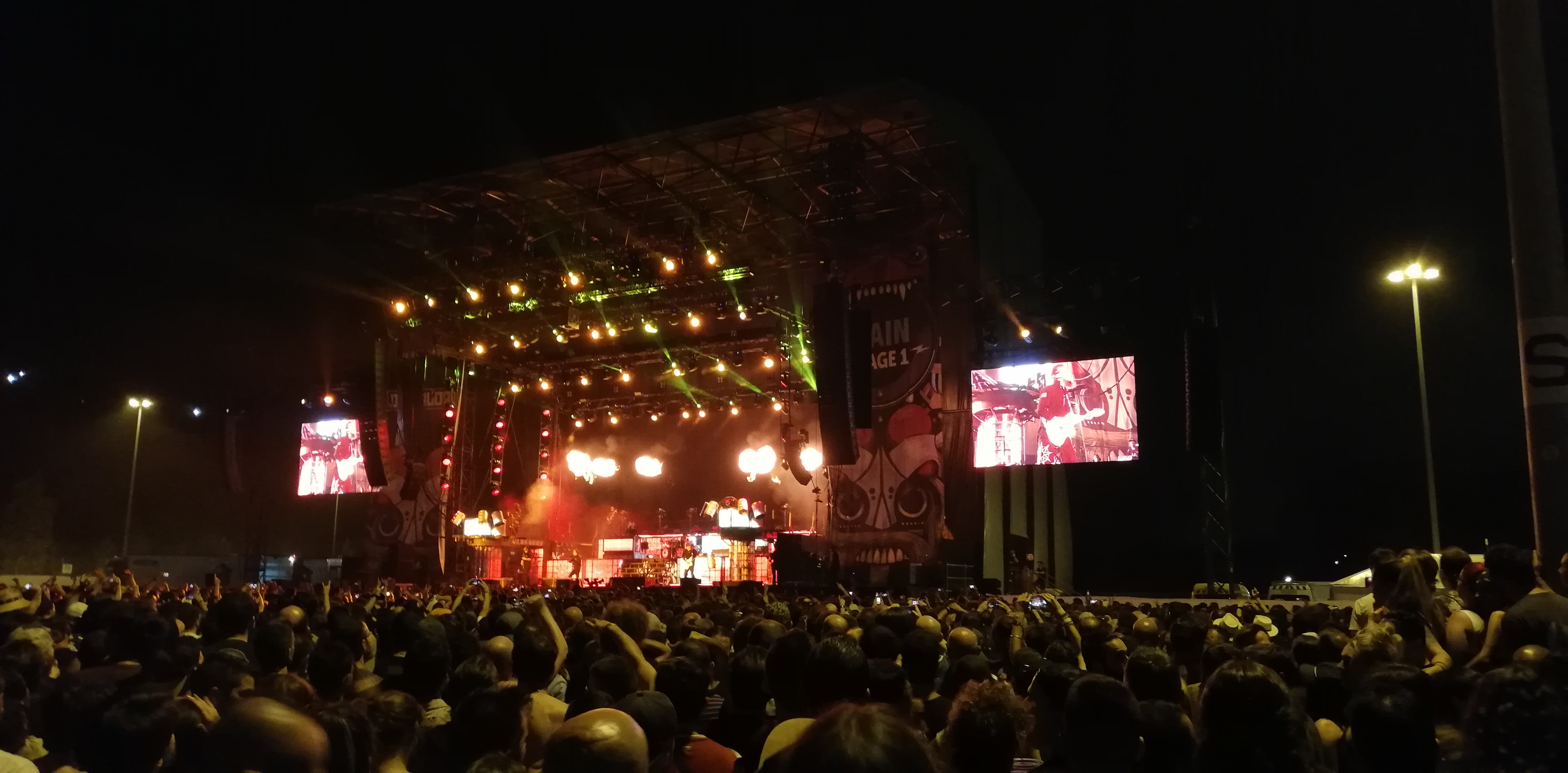
Slipknot spelar på Download Festival 2019.

Download Festival är en tredagars musikfestival som sedan 2003 hålls årligen på Donington Park i England. Festivalen brukar arrangeras i slutet av våren eller i början av sommaren.